# Aldo Cantoni
Aldo Cantoni fue un político argentino cofundador del Partido Bloquista y gobernador de la provincia de San Juan.

## Biografía
Nacido en la ciudad de San Juan el 25 de junio de 1892, estudió en la Facultad de Medicina (Universidad de Buenos Aires) donde se recibió en 1913, doctorándose en 1915.
En 1916, de la mano de Juan B. Justo, ingresó al partido socialista, y en 1918 fue uno de los fundadores del Partido Comunista Argentino, aunque no duró mucho su militancia en él. En los años 1917 y 1918, su pasión por el deporte lo llevó a desempeñarse como presidente del Club Huracán, donde tuvo una destacada actuación. En 1920 aceptó la presidencia de la Asociación Argentina de Football, antecesora oficial de la AFA, coincidiendo con la celebración del Campeonato Sudamericano de Fútbol, siendo reelecto en 1921, pero en noviembre de ese mismo año, debió renunciar para viajar a su ciudad natal, San Juan, a raíz de los agitados acontecimientos políticos que se sucedían en esa provincia.
La política de San Juan en los años 1920 se caracterizó por las luchas internas en el radicalismo. El asesinato del gobernador Amable Jones  el 20 de noviembre de 1921, determinó el enfrentamiento definitivo del radicalismo provincial con el presidente Hipólito Yrigoyen y la aparición del bloquismo como partido independiente. Llegando al extremo de la intervención nacional al gobierno provincial, en un clima político caracterizado por la violencia extrema y el enfrentamiento entre la Nación dominada electoralmente por Yrigoyen y la provincia con mayoría cantonista. El conflicto latente entre las facciones radicales no se solucionaría, y mientras el gobernador Jones atacaba al radicalismo sanjuanino, desde la Legislatura se le inició juicio político al gobernador por fraude e irregularidades. El 26 de febrero de 1921 los legisladores que sostenían esta postura formaron un bloque legislativo, de donde surge el nombre de bloquista. El conflicto institucional y las tensiones derivaron finalmente en el asesinato del gobernador Jones.
Junto a su hermano Federico fundó la Unión Cívica Radical Bloquista, una escisión del radicalismo de Marcelo Torcuato de Alvear. El 20 de noviembre de 1921 un grupo desprendido de la U.C.R, vinculado a los hermanos Cantoni, asesinó al gobernador Amable Jones en el camino a La Rinconada. El fiscal de la causa responsabilizó de la realización del mismo al que acusó como autor moral del delito de doble homicidio y lesiones con alevosía y ensañamiento y solicitó la pena de reclusión perpetua y accesorios legales. También acusó en calidad de cómplices a Elio Cantoni, Ernesto Reynoso, Carlos Porto, Víctor Jorquera y Juan de Dios Vázquez para los que pidió 25 años de prisión. Al enterarse del encarcelamiento de su hermano, Aldo viajó urgentemente a San Juan para dirigir la campaña proselitista de Federico como gobernador de la provincia. Federico salió electo gobernador de San Juan por amplia mayoría, mientras se encontraba encarcelado.
En 1923 se desempeñaba como senador por la provincia de San Juan y el 14 de septiembre de ese mismo año fue elegido senador nacional por la Legislatura de San Juan. En 1926 fue elegido democráticamente gobernador de San Juan. Asumió una provincia que desde aparecía convulsionada políticamente, junto con conflictos internos alentados desde el poder nacional con el objeto de producir una intervención Federal, Sumado a ello la gestión de Aldo estuvo lejos de considerarse ordenada decretando la quiebra de la provincia y cesación de pagos en tres oportunidades. Ese mismo año volvió a asumir la presidencia de la Asociación Argentina de Football. En su segunda gestión se organizó el primer Campeonato Nacional de Football y se realizaron las gestiones necesarias para la fusión con la Asociación Amateurs de Football. Una vez realizada la fusión, culminó su gestión.
En 1927 se reformó la Constitución Provincial, incorporándose por primera vez en el país derechos sociales propios de un estado benefactor Entre sus leyes más destacadas está la del sufragio femenino, práctica que eran inexistente en nuestro país hasta ese momento.
Durante su mandato se reformó la Constitución sanjuanina en 1927, en lo que sería uno de los antecedentes fundamentales de la actual Constitución Nacional Argentina. Entre las medidas que incluía estaba el voto femenino: San Juan fue la primera provincia argentina en permitirlo, y la esposa del gobernador, Rosalina Plaza de Cantoni, fue la segunda mujer en votar en la Argentina. Seis años más tarde, San Juan tendría también la primera legisladora del país, Emar Acosta. Sufrió un intento de asesinato La sentencia definitiva dictada por el juez del crimen Manuel Ignacio Castellanos, condenó a prisión perpetua a los autores materiales. Waldo Quiroga, considerado coautor, recibió la misma condena mientras que Flores, Valdez, Amarfil, Saravia y Eduardo Quiroga fueron declarados cómplices y condenados a 15 años de cárcel. Los dueños del Diario Nuevo, Domingo Elizondo y Héctor Conte Grand, miembros del Partido Liberal, instigaron el crimen, según declararon los acusados. sus detractores lo acusaron de caudillismo.
En 1932 asumió su segundo mandato como senador nacional. Falleció el 18 de septiembre de 1948.